# Ordre national de la République
L'ordre national de la République est la décoration la plus honorifique du Burundi. 
Il distingue le mérite personnel et les services exceptionnels rendus à la nation,.

## Classes
L'ordre se compose des classes suivantes : 
- grand collier ;
- grand cordon ;
- grand officier ;
- commandeur ;
- officier ;
- chevalier.